# Einsdorf
Einsdorf ist seit dem 1. Januar 2010 ein Ortsteil der Stadt Allstedt (zuvor der ehemaligen Gemeinde Mittelhausen) im Landkreis Mansfeld-Südharz in Sachsen-Anhalt.

## Lage
Das Dorf liegt am Flüsschen Rohne und südlich der Bundesautobahn 38 in einem Ackerbaugebiet östlich der Stadt Allstedt.

## Geschichte
In einem zwischen 881 und 899 entstandenen Verzeichnis des Zehnten des Klosters Hersfeld (Hersfelder Zehntverzeichnis) wird Einsdorf als zehntpflichtiger Ort Einesdorpf im Friesenfeld erstmals urkundlich erwähnt.
Der Ort wechselte vielfach die Besitzer:
- 1369–1496 Edelherrschaft Querfurt
- 1496–1575 Bestandteil vom Amt Allstedt, Besitzer u. a. Grafen von Mansfeld, Grafen zu Stolberg
- 1575–1603 jeweils zur Hälfte Herzogtum Sachsen-Altenburg und Sachsen-Coburg
- 1603–1672 Herzogtum Sachsen-Altenburg, deren Herzöge 1672 ausstarben
- 1691–1741 Fürstentum Sachsen-Eisenach
- 1741–1918 Herzogtum Sachsen-Weimar-Eisenach
- 1920–1945 Landkreis Weimar, Land Thüringen
- ab 1. Oktober 1945 Provinz Sachsen

## Quelle
- Webseite des Heimatverein Allstedt e. V.